# Arzimowitsch-Preis
Der Arzimowitsch-Preis (russisch Премия имени Л.А. Арцимовича) wurde nach dem russischen Physiker Lew Andrejewitsch Arzimowitsch benannt und wird von der Russischen Akademie der Wissenschaften seit 1992 für herausragende Leistungen auf dem Gebiet der Experimentalphysik verliehen. Die Preisverleihung erfolgt alle drei Jahre. Eine Ausnahme war das Jahr 2013, wo kein Preis vergeben wurde. Der Preis wurde seit 1992 in Würdigung der wissenschaftlichen Leistungen von Arzimowitsch ausschließlich für Arbeiten auf dem Gebiet der experimentellen Plasmaphysik vergeben.

## Preisträger
- 1992 Xenija Alexandrowna Rasumowa, Juri Walentinowitsch Jessiptschuk, Wladimir Wladimirowitsch Alikajew
- 1995 Michail Wenjaminowitsch Neslin
- 1998 Sergei Wladimirowitsch Lebedew, Wiktor Jewgenjewitsch Golant
- 2001 Eduard Pawlowitsch Krugljakow, Leonid Nikolajewitsch Wjatscheslawow
- 2004 Anatoli Fjodorowitsch Schtscherbak, Anatoli Michailowitsch Stefanowski, Nikolai Nikitowitsch Brewnow
- 2007 Igor Borissowitsch Semjonow, Sergei Wassiljewitsch Mirnow, Alexander Michailowitsch Below
- 2010 Dmitri Borissowitsch Gin, Alexander Jewgenjewitsch Scheweljow, Igor Nikolajewitsch Tschugunow
- 2016 Leonid Gennadjewitsch Jelissejew, Alexander Wladimirowitsch Melnikow
- 2019 Alexander Gennadijewitsch Schalaschow, Pjotr Andrejewitsch Bagrjanski, Alexander Alexandrowitsch Iwanow
- 2022 Sergei Wladimirowitsch Golubew, Iwan Wladimirowitsch Isotow, Wadim Alexandrowitsch Skalyga